# Maalouf
Die Maalouf (arabisch معلوف, DMG Maʿlūf) sind einer der ältesten heute noch existierenden bedeutenden Stämme arabischer Christen. Sie tauchten bereits in den ältesten Stammesverzeichnissen der muslimischen Eroberer Syriens im 6. Jahrhundert auf und können ihre Abstammung bis ins 4. nachchristliche Jahrhundert zurückverfolgen. Vor allem im Libanon führen mehrere christliche Familien ihre Herkunft auf die Maalouf zurück. 

## Familienmitglieder
- Amin Maalouf (* 1949), französisch-libanesischer Schriftsteller und Historiker
- Fady Maalouf (* 1979), libanesischer Sänger, 2008 Finalist bei Deutschland sucht den Superstar
- Ibrahim Maalouf (* 1980), französisch-libanesischer Musiker, Komponist, Arrangeur und Trompetenlehrer
- Nasri Maalouf (1911–2005), libanesischer Politiker